# Выборы в Брянскую областную думу (2019)
Выборы депутатов Брянской областной думы седьмого созыва состоялись в Брянской области в единый день голосования 8 сентября 2019 года. Партия «Единая Россия» победила как в едином (63,71 %), так и большинстве одномандатных округов (27 из 30) и получила большинство мест (48 из 60), потеряв при этом 7 мест. ЛДПР получила 5 мест, КПРФ — 4 места, «Справедливая Россия» — 2 места. Также был избран 1 самовыдвиженец.

## Избирательная система
Депутаты Брянской областной думы избираются на 5 лет по смешанной системе (параллельное голосование).
Из 60 депутатов — 30 избираются в едином избирательном округе по пропорциональному принципу из партийных списков. Каждая политическая партия должна составить партийный список, состоящий из общей и региональных частей. Общая часть должна включать от 1 до 3 кандидатов. Каждая региональная группа соответствует одному одномандатному округу и должна включать от 2 до 3 кандидатов. Региональных групп должно быть от 25 до 30. Общее число кандидатов в списке не может превышать 90 человек. В список не могут быть включены члены иных политических партий.
Для получения мест партийный список должен преодолеть процентный барьер в 5 %. Если сумма голосов за партии, преодолевшие барьер, составляет менее 50 %, к распределению мандатов поочерёдно допускаются списки, набравшие менее 5 %, пока сумма голосов не превысит 50 %. Если за одну партию отдано более 50 % голосов, а остальные списки набрали менее 5 % голосов, к распределению мандатов допускается партия, которая заняла второе место. Между партиями места распределяются по методу Д’Ондта. Внутри партийных списков мандаты сперва получают кандидаты в общей части, после чего их поочерёдно получают кандидаты региональных групп, в которых партийный список набрал большее количество голосов.
Остальные 30 депутатов избираются в одномандатных округах по системе относительного большинства. Кандидаты выдвигаются партиями или в порядке самовыдвижения.

## Ключевые даты
- 6 июня Брянская областная дума назначила выборы на 8 сентября 2019 года (единый день голосования)[2].
- 7 июня
  - постановление о назначении выборов было опубликовано в СМИ.[2]
  - Избирательная комиссия Брянской области утвердила календарный план мероприятий по подготовке и проведению выборов.[2]
- с 8 по 27 июня — период выдвижения кандидатов и партийных списков.[2]
  - агитационный период начинается со дня выдвижения и заканчивается и прекращается за одни сутки до дня голосования.[2]
- по 7 июля — период представления документов для регистрации кандидатов и партийных списков.[2]
  - в течение 10 дней после принятия документов для регистрации — принятие решения о регистрации кандидата или списка либо об отказе в регистрации.[2]
- с 10 августа по 6 сентября — период агитации в СМИ.[2]
- 7 сентября — день тишины.[2]
- 8 сентября — день голосования.

## Участники
Согласно постановлению областной избирательной комиссии, 7 политических партий имели право выставить списки кандидатов без сбора подписей избирателей:
- Единая Россия
- Коммунистическая партия Российской Федерации
- ЛДПР — Либерально-демократическая партия России
- Справедливая Россия
- Коммунисты России
- Родина
- Патриоты России

### Партийные списки
Для регистрации партиям необходимо было собрать от 4975 до 5472 подписей (0,5 % от числа избирателей).
| Номер в бюллетене | Партия                                          | Общая часть списка от 1 до 3 кандидатов             | Региональных групп | Кандидатов в списке | Статус списка                                     |
| ----------------- | ----------------------------------------------- | --------------------------------------------------- | ------------------ | ------------------- | ------------------------------------------------- |
| 1                 | Гражданская Платформа                           | Михаил Ивако Дмитрий Корнилов                       | 30                 | 90                  | зарегистрирован                                   |
| 2                 | «Единая Россия»                                 | Александр Богомаз Владимир Попков Людмила Журавлёва | 30                 | 90                  | зарегистрирован                                   |
| 3                 | «Справедливая Россия»                           | Сергей Курденко                                     | 30                 | 84                  | зарегистрирован                                   |
| 4                 | Коммунистическая партия Российской Федерации    | Степан Понасов Сергей Крылов Андрей Архицкий        | 28                 | 82                  | зарегистрирован                                   |
| 5                 | ЛДПР — Либерально-демократическая партия России | Владимир Жириновский Борис Пайкин                   | 30                 | 80                  | зарегистрирован                                   |
|                   |                                                 |                                                     |                    |                     |                                                   |
|                   | Родина                                          | Виктор Гринкевич Геннадий Селебин Роман Лобзин      |                    | 83                  | зарегистрирован, снят решением Верховного суда РФ |
|                   | Коммунистическая партия Коммунисты России       | Максим Сурайкин Сергей Малинкович Виталий Главацкий | 27                 | 60                  | отказано в регистрации                            |
| 1. 2.             |                                                 |                                                     |                    |                     |                                                   |

#### Снятие списка партии «Родина»
3 июля партия «Справедливая Россия» подала иск в суд по поводу снятия с выборов списка партии «Родина». 5 июля список партии был зарегистрирован. Однако суд принял решение иск удовлетворить и отменить регистрацию партийного списка «Родины» на выборах в облдуму. Основанием послужили нарушения при проведении областной конференции по выдвижению партийного списка.
12 июля в ответ на снятие списка руководитель регионального отделения партии Геннадий Селебин объявил о начале сбора подписей за отставку губернатора Брянской области Александра Богомаза. 19 июля региональное отделение партии подало иски об отмене регистрации партийных списков «Единой России» и КПРФ. 22 июля Верховный суд не удовлетоворил жалобу на снятие списков партии по единому и одномандатным округам.

### Кандидаты по одномандатным округам
По 30 одномандатным округам кандидаты могли выдвигаться как от партии, так и путём самовыдвижения. Кандидатам необходимо собрать 3 % подписей от числа избирателей соответствующего одномандатного округа.
| Партия | Партия                                          | Кандидатов | Кандидатов       |
| Партия | Партия                                          | Выдвинуто  | Зарегистрировано |
| ------ | ----------------------------------------------- | ---------- | ---------------- |
|        | Коммунистическая партия Российской Федерации    | 24         | 24               |
|        | «Единая Россия»                                 | 30         | 29               |
|        | ЛДПР — Либерально-демократическая партия России | 29         | 29               |
|        | Партия Роста                                    | 3          | 1                |
|        | «Родина»                                        | 17         | 0                |
|        | «Справедливая Россия»                           | 25         | 25               |
|        | Самовыдвижение                                  | 14         | 4                |
| Всего  | Всего                                           | 142        | 112              |

## Опросы
| Дата | Опрос проводил | ЕР            | КПРФ  | ЛДПР | СР   | ПР   | КПКР | Яблоко | Другая партия | Не опреде- лились | Испортят бюлле- тень | Не пойдут |     |     |     |      |     |     |
| ---- | -------------- | ------------- | ----- | ---- | ---- | ---- | ---- | ------ | ------------- | ----------------- | -------------------- | --------- | --- | --- | --- | ---- | --- | --- |
| Дата | Опрос проводил | 26—29.03.2019 | ЦИПКР | 34 % | 15 % | 14 % | 3 %  | 2 %    | Другая партия | Не опреде- лились | Испортят бюлле- тень | Не пойдут | 2 % | 1 % | 6 % | 15 % | 3 % | 5 % |

## Результаты
| Партия                           | Партия                           | по единому округу | по единому округу | по единому округу | по единому округу | по единому округу | по одно- мандатным округам | по одно- мандатным округам | всего | всего | всего   | всего    |
| Партия                           | Партия                           | Голосов           | %                 | +/-               | Мест              | +/-               | Мест                       | +/-                        | Мест  | +/-   | %       | +/-      |
| -------------------------------- | -------------------------------- | ----------------- | ----------------- | ----------------- | ----------------- | ----------------- | -------------------------- | -------------------------- | ----- | ----- | ------- | -------- |
|                                  | «Единая Россия»                  | 367 863           | 63,71 %           | ▼8,19 %           | 21                | ▼5                | 27                         | ▼2                         | 48    | ▼7    | 80,00 % | ▼11,67 % |
|                                  | ЛДПР                             | 74 407            | 12,89 %           | ▲7,67 %           | 4                 | ▲3                | 1                          | ▲1                         | 5     | ▲4    | 8,33 %  | ▲6,67 %  |
|                                  | КПРФ                             | 70 876            | 12,27 %           | ▲3,19 %           | 4                 | ▲1                | 0                          | ▼1                         | 4     | ▬0    | 6,67 %  | ▬0 %     |
|                                  | «Справедливая Россия»            | 29 568            | 5,12 %            | ▲2,25 %           | 1                 | ▲1                | 1                          | ▲1                         | 2     | ▲2    | 3,33 %  | ▲3,33 %  |
|                                  |                                  |                   |                   |                   |                   |                   |                            |                            |       |       |         |          |
|                                  | «Гражданская платформа»          | 23 348            | 4,04 %            | ▲3,36 %           | 0                 | ▬0                |                            |                            | 0     | ▬0    | 0 %     | ▬0 %     |
|                                  | Партия Роста                     |                   |                   |                   |                   |                   | 0                          | —                          | 0     | —     | 0 %     | —        |
|                                  | Самовыдвижение                   |                   |                   |                   |                   |                   | 1                          | ▲1                         | 1     | ▲1    | 1,67 %  | ▲1,67 %  |
|                                  |                                  |                   |                   |                   |                   |                   |                            |                            |       |       |         |          |
| Действительные бюллетени         | Действительные бюллетени         | 566 062           | 98,03 %           | ▲0,48 %           |                   |                   |                            |                            |       |       |         |          |
| Недействительные бюллетени       | Недействительные бюллетени       | 11 371            | 1,97 %            | ▼0,48 %           |                   |                   |                            |                            |       |       |         |          |
| Всего                            | Всего                            | 577 433           | 100 %             | —                 | 30                | ▬0                | 30                         | ▬0                         | 60    | ▬0    | 100 %   | —        |
|                                  |                                  |                   |                   |                   |                   |                   |                            |                            |       |       |         |          |
| Бюллетени, выданные на участках  | Бюллетени, выданные на участках  | 519 433           | 89,82 %           | ▲15,99 %          |                   |                   |                            |                            |       |       |         |          |
| Бюллетени, выданные вне участков | Бюллетени, выданные вне участков | 58 887            | 10,18 %           | ▲1,15 %           |                   |                   |                            |                            |       |       |         |          |
|                                  |                                  |                   |                   |                   |                   |                   |                            |                            |       |       |         |          |
| Явка                             | Явка                             | 578 320           | 58,45 %           | ▲8,18 %           |                   |                   |                            |                            |       |       |         |          |
| Число избирателей                | Число избирателей                | 989 431           | 100 %             |                   |                   |                   |                            |                            |       |       |         |          |

## Формирование
27 сентября 2019 года состоялось первое заседание Брянской областной думы VII созыва. Было сформировано 4 фракции: «Единая Россия» (48 депутатов), ЛДПР (5 депутатов), КПРФ (4 депутата) и «Справедливая Россия» (2 депутата). Председателем областной думы вновь избран Владимир Попков («Единая Россия»). Заместителем председателя избран Виталий Беляй («Единая Россия»). Полномочиями члена Совета Федерации — представителя от Брянской областной думы повторно наделена Галина Солодун («Единая Россия»).
| Фракции | Фракции             | Членов | Руководитель    |
| ------- | ------------------- | ------ | --------------- |
|         | Единая Россия       | 48     | Виталий Беляй   |
|         | ЛДПР                | 5      | Сергей Антошин  |
|         | КПРФ                | 4      | Андрей Архицкий |
|         | Справедливая Россия | 2      | Сергей Курденко |
|         |                     |        |                 |
|         | Вне фракций         | 1      | —               |